# Chironomus behningi
Chironomus behningi är en tvåvingeart som beskrevs av Maurice Emile Marie Goetghebuer 1928. Chironomus behningi ingår i släktet Chironomus och familjen fjädermyggor. Inga underarter finns listade i Catalogue of Life.